# والديرسباتش
والديرسباش (بالفرنسية: Waldersbach)‏ هي بلدية فرنسية تقع في إقليم الراين الأسفل من منطقة ألزاس في شمال شرق فرنسا. تبلغ مساحة هذه المدينة 3.37 (كم²)، يبلغ عدد سكانها 139 نسمة حسب إحصاء المعهد الوطني للإحصاء والدراسات الاقتصادية سنة 2009 م. وترأس Pierre Reymann البلدية خلال فترة (2001 - 2008).

## أعلام
- آن نايت

## وصلات خارجية
- صفحة البلدية على موقع المعهد الوطني للإحصاء والدراسات الاقتصادية (بالفرنسية)